# Carl Johan Johansson i Olstorp
Carl Johan Johansson (i riksdagen kallad Johansson i Olstorp), född 10 mars 1858 i Risinge socken, död där 20 augusti 1924, var en svensk lantbrukare och politiker (liberal).
Carl Johan Johansson, som kom från en bondefamilj, drev ett lantbruk i Olstorp i Risinge socken där han också var kommunalt aktiv, bland annat som kommunalnämndens ordförande. Han var även aktiv i den lokala bonderörelsen.
Han var riksdagsledamot 1918–1920 i andra kammaren för Östergötlands läns norra valkrets. Som Frisinnade landsföreningens kandidat anslöt han sig till dess riksdagsparti Liberala samlingspartiet. I riksdagen var han suppleant eller ledamot i ett antal tillfälliga utskott, och han engagerade sig också i olika förvaltningsfrågor.